# Stade Mimoun-Al-Arsi
 (mars 2025).
Le stade Mimoun Al Arsi (en arabe : ملعب ميمون العرصي), également connu sous le nom de Chipula (en arabe : تشيبولا), est un stade de football situé à Al Hoceima, Maroc.
Il accueille les rencontres du Chabab Rif Al Hoceima et Raja Al Hoceima.

## Histoire
Après des travaux de rénovation entamés en 2018, le stade a une capacité de 12 500 places.